# 八木喜平
八木 喜平（やぎ きへい、1910年（明治43年）8月16日 - 1979年（昭和54年）6月17日）は、日本の歌人で機織り職人。

## 来歴
三重県度会郡二見町に生まれる。幼い頃に両親を亡くし、愛知県渥美郡福江町の親戚に引き取られる。奉公先で手織職工として働く。
1928年から『アララギ』に投稿を始める。同じ町に住む作家・杉浦明平と短歌を通じて知り合う。
投稿を続けるうち、土屋文明に評価され、『昭和萬葉集』にも選歌された。苦しい生活の中、機織りをしながら短歌を作り続けた。
1979年、死去。没後2年の1981年、杉浦明平編集で『八木喜平歌集』が出版された。